# Elizabeth Hirsh Fleisher

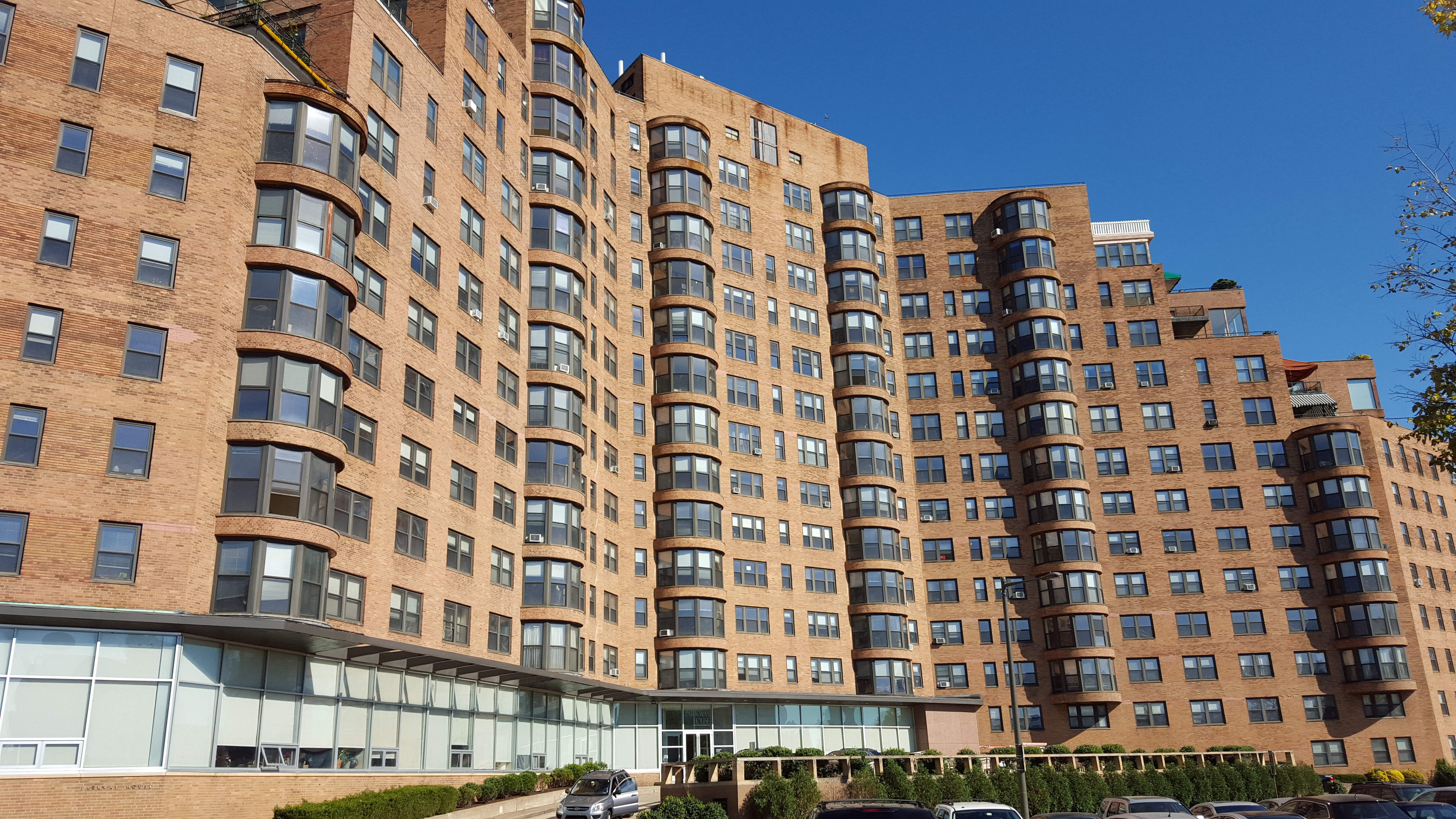
La Casa Parkway a Filadèlfia

Elizabeth R. Hirsh Fleisher (Filadèlfia, 28 d'agost de 1892 – 8 de juny de 1975) va ser la primera dona arquitecta registrada a la ciutat de Filadèlfia, Pennsilvània i la quarta dona a aconseguir-ho a nivell estatal.
Elizabeth R. Hirsh Fleisher era filla de Harry B. Hirsh i Minnie Rosenberg Hirsh. El 1910 es va graduar a l'Escola Superior per a Dones de Filadèlfia i el 1914 va rebre un grau en arts del Wellesley College. El 1917 presidí el Club Wellesley de Filadèlfia. El 1929 va obtenir el seu Mestratge en Arquitectura a l'Escola d'Arquitectura en Cambridge.
Va fer equip amb Gabriel Roth en 1941 per fundar la firma Roth & Fleisher i van treballar junts fins a la seva jubilació l'any 1958. Van construir fàbriques, teatres, edificis d'apartaments i construccions per a l'exhibició d'automotors. La marca és coneguda per dissenyar la Casa Parkway a Filadèlfia.
Elizabeth va morir el 8 de juny de 1975 i les seves restes descansen en el Cementiri Mount Sinai de la seva Filadèlfia natal.